# Julius Axenfeld
Julius Heinrich Axenfeld (* 20. Februarjul. / 4. März 1834greg. in Nowgorod-Sjewersk im Russischen Kaiserreich; † 28. Juli 1896 in Marburg/Lahn) war ein evangelischer Pfarrer und Missionar sowie Gründer von Schulen und diakonischer Einrichtungen. Als preußischer Konsulatspfarrer wirkte er sechs Jahre lang missionarisch in der türkischen Stadt Smyrna. In Godesberg prägte er danach 25 Jahre lang die junge protestantische Gemeinde nachhaltig. Die nach ihm benannte Julius-Axenfeld-Stiftung führt seine Arbeit fort.

## Leben
Julius Axenfeld war der Sohn des Russischen Kaiserlichen Rates und Arztes Leon Axenfeld und dessen Frau Cäcilie geb. Friedländer. Der Vater stammte aus einer wohlhabenden jüdischen Familie und war als junger Mann zum protestantischen Glauben konvertiert, woraufhin er enterbt worden war. Da der Vater bereits 1836 an einer Erkrankung verstarb und die Mutter wegen ihres Glaubens nicht die ihr zustehende Witwenversorgung des russischen Staates erhielt, zog die Familie nach Berlin. Axenfeld besuchte ab 1839 die Rettschlagsche Kadettenschule und anschließend das Königlich-Französische Gymnasium. Konfirmiert wurde er von Carl Büchsel. Als seine Schulleistungen sich stark verschlechterten, wechselte er nach Stettin; hier übernahm sein Onkel, der Gymnasiallehrer Karl Friedländer, seine Erziehung, und Axenfeld erreichte seinen Schulabschluss mit Reifezeugnis vom Königlichen Gymnasium in Stettin.
Ein vom Pastor Gustav Hermann Bernsee (Pommerscher Hauptverein für die evangelische Mission in China) ausgerichtetes Missionsfest in der Nähe von Stargard, das er 1854 besuchte, bestimmte seinen weiteren Lebenslauf.

### Ausbildung
Nach dem Missions-Erlebnis entschied Axenfeld sich für das Studium der Theologie; er wollte Missionar in China werden. Im Jahr 1854 begann er in Halle an der Saale neben evangelischer Theologie auch Neuere Sprachen zu studieren. Hier beeindruckten ihn Friedrich August Gottreu Tholuck, Julius Müller und Johannes Wichelhaus. Nach zwei Jahren wechselte er an die Universität nach Berlin, um dort bei Karl Immanuel Nitzsch und Ernst Wilhelm Hengstenberg zu hören. Der Studienabschluss erfolgte im Sommer 1857 in Berlin.
Sein Hochschullehrer Nitzsch vermittelte Axenfeld folgend eine Stelle als Hauslehrer der Söhne des Grafen zu Dohna-Schlobitten in Berlin und Schlobitten in Ostpreußen, die er von 1857 bis 1858 ausführte. Eine Zeitlang lebte er bei einem weiteren Onkel, dem Pfarrer Julius Heinersdorff, in Molthainen. Hier bereitete er sich auf sein Examen vor und half seinem Onkel bei der Pfarrarbeit. Durch Heinersdorff lernte er die Frömmigkeit der Erweckungsbewegung und die Ziele der Inneren Mission kennen.

### Königsberg
1859 zog Axenfeld nach Königsberg, um dort bis 1860 seine beiden theologischen Examina sowie ein pädagogisches Examen abzulegen. In dieser Zeit lebte er bei der Familie Link, deren Tochter Antonia er später heiratete, und arbeitete als Lehrer sowie in einem Armenhaus für Frauen. Außerdem machte er die Bekanntschaft der Theologen David Erdmann, Bernhard Weiss und Wilhelm Wald.
Im Januar 1861 wurde er von dem Königlichen Konsistorium der Provinz Preußen als Pfarrgehilfe nach Schloppe in Westpreußen gesandt. Auf einer privaten Reise im Anschluss an diese Tätigkeit lernte Axenfeld Ludwig Harms, Johann Hinrich Wichern und Theodor Fliedner sowie deren diakonische Einrichtungen kennen. Das Provinzial-Schulkollegium der Rheinprovinz berief ihn 1862 als Religionslehrer und Pfarrer an das Königliche Gymnasium sowie das städtische Realgymnasium in Düsseldorf, wo er bis Ende 1863 tätig war.

### Smyrna
Axenfeld hatte sich bereits mehrfach, allerdings erfolglos, um Missionarsstellen in der Levante und in China beworben. 1863 erhielt er vom Oberkirchenrat in Berlin eine Pfarrstelle der Preußischen Landeskirche in Smyrna (heute Izmir, Türkei) zugeteilt, die er unter der Bedingung annahm, in Smyrna auch missionieren zu dürfen. Er trat 1864 in Smyrna an und war in der Funktion Nachfolger von Anton Friederici (1857–1864) und Vorgänger von Ernst Reineck (1870–1875). Als Pfarrer der evangelischen Gemeinde entwickelte er neben der Pfarrarbeit ein erhebliches missionarisches und pädagogisches Engagement.
In Deutschland warb er über den „Verein für christliche Bildung im Orient“ finanzielle Mittel ein, um 1865 in Smyrna eine evangelische, deutschsprachige Jungenschule zu gründen. Das „Collège évangélique“ wurde als „höhere Lehranstalt für Europäer und Orientalen“ bezeichnet. Die Schule sollte allerdings nach der Vorstellung Axenfelds vorwiegend der Evangelisierung der ansässigen osmanischen Griechen und erst nachrangig die Schule der deutschen Gemeinschaft sein. 1872 wurde sie unter Axenfelds Nachfolger Reineck eingestellt, der nicht dasselbe missionarische Interesse aufbrachte wie sein Vorgänger. In dem verkauften Schulgebäude wurde später eine italienische Mädchenschule etabliert. Auch wollte Axenfeld noch eine Missionsvorschule gründen; ein Projekt, welches er nicht mehr realisieren konnte.
Die Missionsbemühungen Axenfelds (und anderer Missionare, wie Friedrich Fabri) konzentrierten sich auf die Griechen, die im damaligen Osmanischen Reich lebten. Axenfeld entwickelte dabei einen auf dem Philhellenismus basierten Ansatz, der nicht den üblichen Weg der Mission ging. Er suchte zur Missionierung den Dialog mit den griechisch-orthodoxen Gläubigen; Ziel war der Glaubenswechsel der Griechisch-Orthodoxen. Diese Arbeit bezeichnete er als „Evangelisierung des Orients“. Auf Neugriechisch verfasste Axenfeld ein Lehrbuch zur französischen Sprache in zwei Teilen.
Aus gesundheitlichen Gründen kehrte Axenfeld 1870 ins Deutsche Reich zurück. Auch von hier aus versuchte er noch eine Zeitlang, seine Projekte in Smyrna wie auch in anderen Städten des Osmanischen Reiches voranzutreiben. So beantragte er noch nach seinem Pfarrantritt in Bad Godesberg beim Oberkirchenrat eine fünfjährige Beurlaubung, um sich erneut der „Evangelisierung des Orients“ zu widmen, auf den der OKR allerdings nicht reagierte.

### Godesberg
Als protestantischer Pfarrer in der damals noch nicht nach Bonn eingemeindeten Gemeinde Godesberg wirkte Axenfeld von 1870 bis zu seiner Emeritierung im Jahr 1895. Er war der Nachfolger des früh verstorbenen ersten Pfarrers der jungen evangelischen Gemeinschaft, Johann Friedrich Schubring, auf der damals einzigen protestantischen Pfarrstelle Godesbergs. Axenfeld legte in seiner Amtszeit die Grundlagen für den weiteren Aufbau der evangelischen Gemeinde und der diakonischen sowie pädagogischen Entwicklung der Ortschaft.

#### Zeit des Kulturkampfes
Axenfelds Wirken im heutigen Bad Godesberg fiel in die Zeit des Kulturkampfes. Die preußische Regierung versuchte, die katholische Kirche weitmöglich zu kontrollieren und so den als schädlich betrachteten Einfluss des Papstes zurückzudrängen. Der Staat und die evangelische Kirche sahen in der katholischen Kirche eine Institution, deren Religionsausübung als mittelalterlich, rückschrittlich und unpatriotisch gesehen wurde. Axenfeld teilte dieses Denken und sah eine seiner Aufgaben darin, in seinem Umfeld die Reformation unter den katholischen Christen weiterzuführen. Auf der Grundhaltung, den im Rheinland bis dahin zahlenmäßig nur schwach vertretenen Protestantismus gegen die übermächtige katholische Kirche zu verteidigen, gründeten viele seiner Aktivitäten, die erhebliche Bedeutung für den Aufbau der Inneren Mission im Rheinland hatten. Axenfeld (und andere) betrachtete die protestantischen Gemeinden im Rheinland als Diasporen.

#### Gründungen
Beispielhaft für Axenfelds Bestreben um die Verbindung von Diakonie und Missionierung ist die Gründung des „Evangelischen Diaspora Waisenhauses Godesheim“, ein Heim für Halb- und Vollwaisen sowie verwahrloste Kinder und Säuglinge. Er wollte durch die Schaffung des Waisenhauses verhindern, dass evangelische Waisen katholisch erzogen wurden oder gar in einem Kloster aufgenommen werden würden. Es galt, betroffene evangelische Kinder aus der rheinischen Diaspora dem katholischen Einfluss zu entziehen.
Axenfeld gründete in Godesberg eine Vielzahl an sozialen und kirchlichen Einrichtungen wie auch Trägervereinen. Mit dem Status des Vereins sollten die jeweiligen Institutionen unabhängig von der Kirche bleiben. Im Jahr 1885 etablierte er den Evangelischen Verein für innere Mission zu Godesberg (später: Evangelischer Verein für Diakonie e. V.); diesem Verein wurden alle anderen Vereine und Anstalten unterstellt. 1888 erhielt auch er dieser Verein die Rechte einer juristischen Person.
Eines der ersten Projekte Axenfelds war die Schaffung eines Vereins für höhere Schulbildung, der 1875 eine paritätische Schule („Pädagogium“) gründete; die Konzession für den Betrieb einer „höheren Schule“ hatte er bereits 1873 erhalten. Diese Schule musste wegen Misserfolgs allerdings bereits 1877 wieder eingestellt werden. Weitere Gründungen Axenfelds in den folgenden Jahren waren:
- 1878: Eröffnung das Diakoniehauses Herberge zur Heimat, einer Unterkunft für wandernde Handwerksburschen.
- 1879: Gründung des Evangelischen Männer- und Jünglingsvereins, der sich in Folgejahren dem Westdeutschen Jünglingsbund (heute CVJM-Westbund) anschloss.
- 1880: Einweihung der neu errichteten Evangelischen Kirche im damaligen Rüngsdorf.
- 1881: Einweihung eines Erholungshauses für Frauen.
- 1883/1884: Konzessionserteilung der königlichen Regierung zur Gründung des Evangelischen Pädagogiums, das unter Otto Kühne zur weit über Bonn bekannten, größten deutschen Privatschule vor dem Ersten Weltkrieg wurde; 1914 wurden hier bereits über 450 Schüler unterrichtet.[14] Die heutige Otto-Kühne-Schule[15] war als eine höhere Knaben-Erziehungsanstalt konzipiert, welche die Klassen Sexta bis Obertertia eines Realgymnasiums umfasste.
- 1883: Im Lutherjahr (400-jähriger Geburtstag) erfolgte die Gründung des Luthervereins zur Diasporapflege.
- 1886: Gründung der Evangelischen Privatelemantarschule[11], nachdem Axenfeld im Herbst 1886 eine Konzession der königlichen Regierung erhalten hatte, eine solche evangelische Grundschule „zum Dienste der um Godesberg wohnenden evangelischen Diaspora“ zu etablieren.
- 1882–1886: Planung und Bau der „Villa Erholung für Männer“ in der Rheinallee; später in Christliches Hozpiz umbenannt. 1910 zog hier die Keplergesellschaft zur Förderung der Naturwissenschaften ein, die später von den Nationalsozialisten verboten wurde.[1]
- 1888/1889: Gründung des Evangelischen Diaspora Waisenhauses Godesheim (auch genannt: Diaspora Waisenheim – Konfirmandenanstalt – Handwerksbildungsanstalt) für Halb- und Vollwaisen sowie verwahrloste Kinder und Säuglinge oberhalb von Schweinheim. Gegen 1914 betreute diese Anstalt mehr als 200 Kinder. Die Anstalt sollte sich „durch eigene Wirtschaft ernähren“, forderte Axenfeld bereits im Planungsstadium und entkräftete damit die Vorbehalte der Gegner einer solchen Einrichtung, nach denen Godesberg für ein Waisenhaus zu teuer sei. Axenfeld führte an anderer Stelle aus: „Godesberg ist ein anerkannt gesunder Ort: 800 Seelen, mit nur 4 Todesfällen in einem Jahr. Die gesunde Luft soll nicht allein den Reichen zukommen. Man sollte vielmehr dem reichen Mann den Lazarus vor die Füße legen.“ Die Grundsteinlegung des Heimes erfolgte mit Hilfe des Gustav-Adolf-Vereins.[16] Für die zu Beginn noch fehlenden Barmittel sorgte ein Kuratorium, das Spenden einsammelte und Vermächtnisse verwaltete. Die zunächst hier betriebenen Handwerksbetriebe wurden 1929 geschlossen. Nach dem Zweiten Weltkrieg unterstützte auch Bundespräsident Theodor Heuss die Anstalt, die heute als Jugendhilfezentrum fortbesteht.[12] Das Evangelische Jugendhilfezentrum Godesheim betreut rund 500 Kinder und Jugendliche auf dem alten Godesberger Stammgelände und in Außenstellen im Großraum Bonn, Rhein-Sieg und Köln.[17]
- 1889: Schaffung einer freiwilligen Krankenpflege.[11]
- 1889: Gründung des Kindergartens Evangelische Kleinkinderschule.[11]
- 1892: Eröffnung eines Genesungsheimes.[11]
- 1893: Gründung einer privaten Mädchenschule an der Mirbach-/Wielandstraße. In dem Evangelischen Lyzeum für Mädchen herrschten „preußische Tugenden und Sauberkeit“.[1] Das Amos-Comenius-Gymnasium ist Nachfolgerin des in der NS-Zeit geschlossenen evangelischen Lyzeums.
- 1894: Gründung des Vereins Haus Philadelphia, der die Bekehrung von Katholiken und die Ausbildungsförderung junger Protestanten ermöglichen sollte. Hieraus entwickelte sich eine Evangelische Begabtenschule.

#### Vermächtnis
Aufgrund der zunehmenden Verschlechterung seines Gesundheitszustandes, die auch auf eine umfangreiche Reise- und Vortragstätigkeit zurückging, beantragte Axenfeld 1895 seine Emeritierung. Nach Abschluss der Tätigkeit in Bad Godesberg zog er nach Köln und setzte von dort seine Diaspora-Arbeit fort. Im Juli 1896 wurde er in Marburg wegen Magenkrebses operiert und starb dort kurz darauf. Seine Beerdigung fand unter großer Anteilnahme der Bevölkerung in Godesberg auf dem Burgfriedhof statt. Axenfelds Grab wird als Ehrengrab der Gemeinde gepflegt. Seine Söhne, Gottfried und Karl Axenfeld, setzten das Werk des Vaters fort. Die heute bestehende Julius-Axenfeld-Stiftung ging im Jahr 2002 aus dem Evangelischen Verein für Diakonie e. V. hervor. Die Julius-Axenfeld-Stiftung ist einer der größten Anbieter sozialer Dienstleistungen im Bonner Raum. Sie ist im Bereich der Jugend-, der Alten- und der Behindertenhilfe mit ambulanten und stationären Angeboten tätig. Zu ihr gehört auch die Evangelische Axenfeldgesellschaft gGmbH.
In seiner Amtszeit hatte Axenfeld weitsichtig für die Gemeinde günstig Landflächen eines Bauernhofes auf der Godeshöhe angekauft. Dieses Gelände wurde Jahrzehnte später zur Errichtung des Evangelischen Waldkrankenhauses (Einweihung 1970) und des 1996 eröffneten, nach dem Bad Godesberger Pfarrer Heinrich Kolfhaus benannten Seniorenzentrums genutzt, welches eine Nachfolgeinstitution des von Axenfeld gegründeten Christlichen Hospizes ist.

## Familie
1862 heiratete Axenfeld die Tochter seiner Hauswirtin in Königsberg, Luisa Antonia (genannt Antonie) Link; sein Schwager war Theodor Link, ein Pfarrer in Koblenz. Das Paar hatte drei Töchter und drei Söhne. Der zweitälteste Sohn war der Augenarzt und Wissenschaftler Theodor Axenfeld. Die Söhne Gottfried und Karl Axenfeld waren ebenfalls Theologen und Pfarrer – Gottfried als Pfarrer in Bad Godesberg und Betzdorf, Karl als Missionar in Afrika und späterer Generalsuperintendent der Kurmark. Die älteste Tochter Hanna war mit dem Bielefelder Pfarrer Arnold Waubke verheiratet, die Tochter Elisabeth mit dem Dessauer Pfarrer Richard Arnold. Die Tochter Elma Axenfeld war eine Pianistin, ebenso wie Axenfelds Großnichte, Edith Picht-Axenfeld. Ein Vetter war Karl Heinersdorff.

## Namensgeber
Nach Julius Axenfeld sind in Bad Godesberg benannt:
- die Julius-Axenfeld-Stiftung
- die Evangelische Axenfeldgesellschaft gGmbH, Bestandteil der Julius-Axenfeld-Stiftung
- das Jugendheim der Erlöser-Kirchengemeinde in der Habsburgerstraße 9
- die rund 800 Meter lange Axenfeldstraße nahe der Godeshöhe

## Veröffentlichungen
- Julius Axenfeld, Die evangelische Bewegung in der griechisch-orientalischen Kirche. Vortrag gehalten auf der deutsch-niederländischen Konferenz zu Emden den 4. October 1971 (Separat-Abdruck aus den Verhandlungen der Emdener Conferenz), W. Haynel, Emden 1872
- Julius Axenfeld, Schul-Poetik: vornehmlich nach den ausgeführteren neuesten Auflagen der von Dr. Ernst Kleinpaul entworfenen, jetzt zweibändigen “Poetik”, Ernst Kleinpaul (Hrsg.), Verlag Langewiesche, 1877
- Julius Axenfeld, Den römischen Christen das Evangelium, Flugschrift, E. Röttger, Kassel 1896[22]